# Max Carver
Max Carver (n. Robert Maxwell Martensen, el 1 de agosto de 1988, San Francisco, California) es un actor estadounidense. Es conocido por sus personajes de Preston Scavo en la serie de la ABC Desperate Housewives y Aiden en la serie de MTV Teen Wolf.

## Biografía
Carver nació en San Francisco. Es hijo de Robert Martensen, un doctor y escritor y Anne Carver, una filántropa y activista comunitaria. Tiene un hermano gemelo, Charlie Carver siete minutos mayor.
En 2012 se graduó de la Universidad del Sur de California con una licenciatura en inglés.

### Carrera
Max debutó junto a su hermano Charlie en la serie de televisión de la ABC Desperate Housewives y ha participado como invitado en series como The Office y Victorious. Su debut cinematográfico ocurrirá al lado de Britt Robertson en la adaptación de la novela Undiscovered Gyrl.
Desde 2013, aparece junto a su hermano en la serie de MTV Teen Wolf, donde interpretan a los alfas Aiden y Ethan, respectivamente. Ese mismo año fue elegido para interpretar a Adam Frost en la serie de HBO The Leftovers.

## Filmografía
| Cine       | Cine                          | Cine               | Cine                                                   |
| Año        | Película                      | Rol                | Notas                                                  |
| ---------- | ----------------------------- | ------------------ | ------------------------------------------------------ |
| 2010       | Cliffhanger                   | Charlie            | Cortometraje                                           |
| 2012       | Haven's Point                 | Kevin              | Cortometraje                                           |
| 2013       | Dean Slater: Resident Advisor | Chico enfadado     |                                                        |
| 2014       | Mantervention                 | Joe                |                                                        |
| 2014       | Ask Me Anything               | Rory               |                                                        |
| 2018       | In the Cloud                  | Caden              |                                                        |
| 2022       | The Batman                    | Uno de los Gemelos |                                                        |
| Televisión |                               |                    |                                                        |
| Año        | Título                        | Rol                | Notas                                                  |
| 2008-2012  | Desperate Housewives          | Preston Scavo      | Elenco recurrente                                      |
| 2009       | The Office                    | Eric               | 1 episodio                                             |
| 2010       | Good Luck Charlie             | Brad               | 1 episodio                                             |
| 2012       | Best Friends Forever          | Corey              | 1 episodio                                             |
| 2012       | Victorious                    | Evan Smith         | 1 episodio                                             |
| 2012       | NTSF:SD:SUV::                 | Thad               | 1 episodio                                             |
| 2012       | Halo 4: Forward Unto Dawn     | Cadmon Lasky       | Serie web                                              |
| 2013       | The Cheating Pact             | Jordan             | Película para televisión                               |
| 2013-2016  | Teen Wolf                     | Aiden              | Elenco recurrente (Temporada 3) Invitado (Temporada 5) |
| 2014       | The Leftovers                 | Adam Frost         | Elenco principal                                       |
| 2015       | The Following                 | Reggie             | 1 episodio                                             |
| 2015       | Filthy Preppy Teens           | Chaad Bishop       |                                                        |
| 2016       | Cupcake Wars                  |                    |                                                        |